# Абесинова Олена Миколаївна
Олена Миколаївна Абесинова (нар. 2 липня 1959, Київ, Українська РСР, СРСР) — українська художниця-ілюстраторка, членкиня Національної спілки художників України (НСХУ) (1999).

## Життєпис
Олена Абесинова народилася 2 липня 1959 року в Києві. Після закінчення 8-класів середньої школи вступила на навчання до Київського художньо-промислового технікуму, який закінчила в 1978 році. Педагогами з фаху були Микола Лихошва та Віктор Горенко.
У своїй діяльності та творчості найбільше проявилася в галузі рекламної графіки. Комі того, працює в галузі живопису. У 1986 році обійняла посаду художниці-ілюстраторки журналу «Україна». Через два роки, в 1988, перейшла до журналу «Радянська жінка», з наступного року працювала художницею в дитячому жерналі «Барвінок». В цей час стала членкинею Національної спілки художників України (НСХУ). З 1991 року співпрацює з швейцарським видавництвом «Speer Vorlag» (Цюрих). У період 1999—2000 років Олена Абесинова працювала у майстернях Художньої академії в Базелі (Швейцарія). Живе та працює переважно у Швейцарії.

## Творчість
У творчості використовує здобутки візантійсько-давньоукраїнського мистецтва. У деяких творах за основу бере канонічні сюжети православної іконографії («Володимир Хреститель», «Князь Борис»), надаючи їм власної інтерпретації.
Олена Абесинова оформила ряд дитячих книжок: «Сопілкарик з джмелиного оркестру» Василя Чухліба (Київ, 1988), «Заячья избушка» А. Афанасьєва (1992), «Много ли земли человеку нужно» (обидві — Цюрих, 1994). Також художниця створила графічні цикли «Стародавні руські мотиви» (1995), «Птах, як символ» (1998), «Портрети пір'їн» (2000), «Схід» (2002) тощо. У 2003 році створила два декоративні панно із зображенням фруктів та овочів, що надалі надихнуло художницю на написання серії натюрмортів.
З 1991 року Олена Абесинова бере участь у виставках в Україні та за кордоном.
Персональні виставки
- 1997 р. — Київ;
- 1997 р. — Базель, Швейцарія;
- 1998 р. — Київ[1];
- 1999 р. — Базель, Швейцарія;
- 2000 р. — Базель, Швейцарія;
- 2006 р. — Київ, музей «Духовні скарби України».

Брала участь у численних міжнародних колективних та персональних виставках в Україні, Японії, Франції, Ірані, Швейцарії, Італії, Словаччині.

## Нагороди та визнання
- 1986 — лауреатка премії журналу «Україна» за краще оформлення.